# Woldstedtius takagii
Woldstedtius takagii là một loài tò vò trong họ Ichneumonidae.